# Paul van Ostaijen
Paul van Ostaijen (Anversa, 22 febbraio 1896 – Miavoye-Anthée, 18 marzo 1928) è stato uno scrittore e poeta belga di lingua olandese.

## Biografia
Era soprannominato "Signor 1830" per l'abitudine di camminare lungo le vie di Anversa vestito come un dandy di quell'anno. La sua poesia, pur influenzata da Modernismo, Espressionismo, Dadaismo e primo Surrealismo, aveva uno stile molto personale.
Van Ostaijen era un attivo sostenitore dell'indipendenza fiamminga e per questo suo impegno durante la prima guerra mondiale, fu costretto a fuggire a Berlino dopo la guerra. In questa città, uno dei centri del Dadaismo e dell'Espressionismo, poté incontrare molti altri artisti. Ebbe anche una grave crisi psichica.
Tornato in Belgio, aprì a Bruxelles una galleria d'arte. Ricoverato in casa di cura nelle Ardenne vallone, morì nel 1928.

## Poesie
- Music hall (1916)
- Het sienjaal (1918)
- Bezette stad (1921)

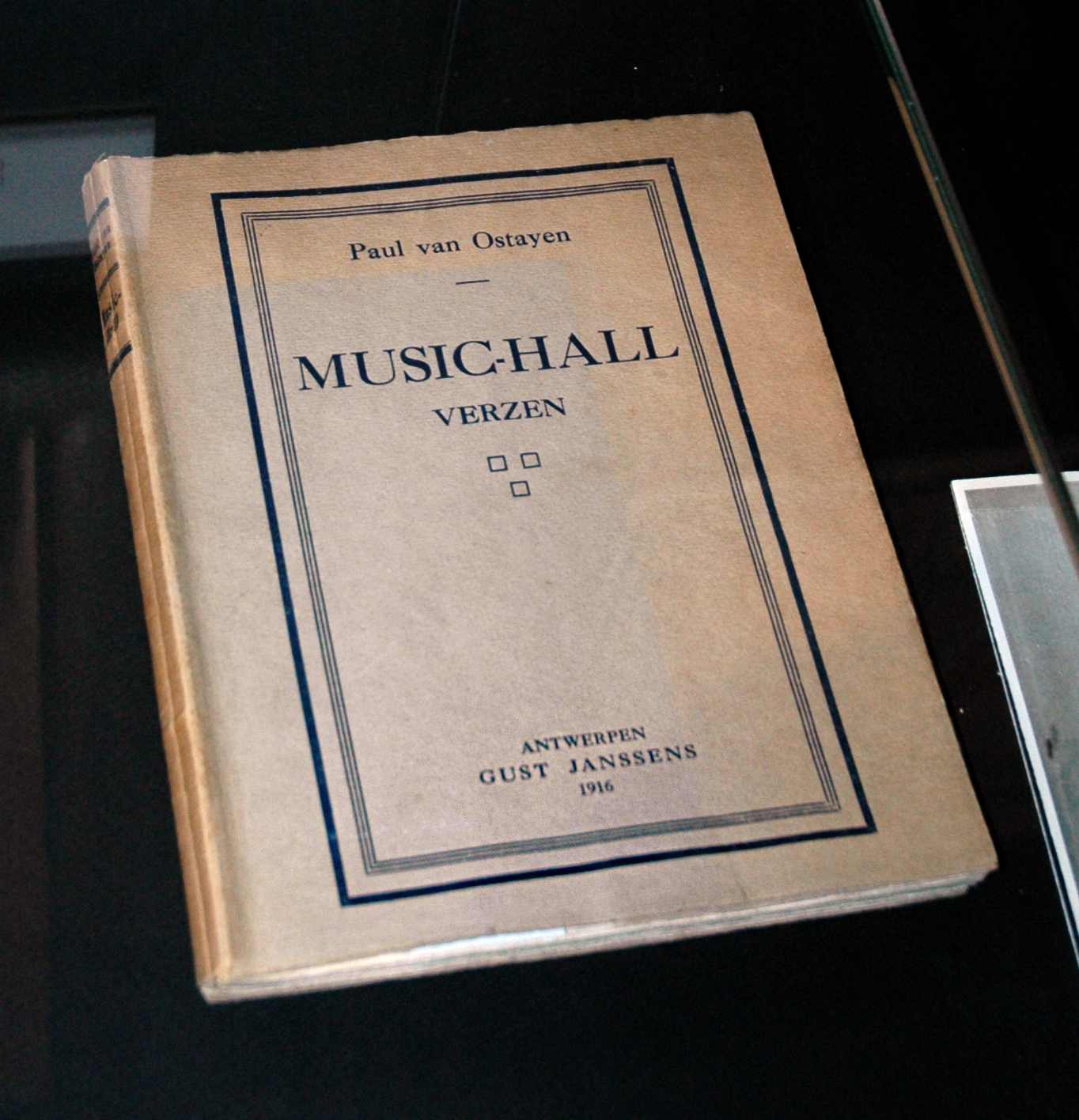
Music-Hall (1916)

- Feesten van Angst en Pijn (scritto nel 1921, pubblicato postumo)
- Nagelaten gedichten (pubblicato postumo nel 1928)

## Altre pubblicazioni
- De trust der vaderlandsliefde (1925)
- Gebruiksaanwijzing der lyriek (1926)
- Het bordeel van Ika Loch (1926)
- De bende van de stronk (1932)